# زندان دیو
زندان دیو فیلمی به کارگردانی حسن محمدزاده و نویسندگی حسن محمدزاده، فضل‌الله فعال نوری ساختهٔ سال ۱۳۶۹ است.

## بازیگران
- راسم بالایف
- بهمن احمری
- حمیده عمراوا
- بهار عبدالله‌یوا
- عنایت‌الله بخشی
- لطیفه علی‌یوا
- ولیت ولی یف
- جعفر عباسپور
- جعفر رحیمی
- سعید عباسی
- یوسف دریادل
- مقصود حسنی
- شاهین عباسی
- اعظم محمدی
- اکبر نوذری
- فیروز حشمت
- علی برجی
- عباس نیکزاد
- هاشم سیدنظری
- اسماعیل غفارزاده
- شمس علی حیدرزاده
- حسن عشقعلی‌رضایی
- یوسف راد
- حسن ولی زاده
- محمدباقر جعفری‌زاد
- ترکمانی